# Hyperechia marshalli
Hyperechia marshalli là một loài ruồi trong họ Asilidae. Hyperechia marshalli được Austen miêu tả năm 1902. Loài này phân bố ở vùng nhiệt đới châu Phi.

## Hình ảnh

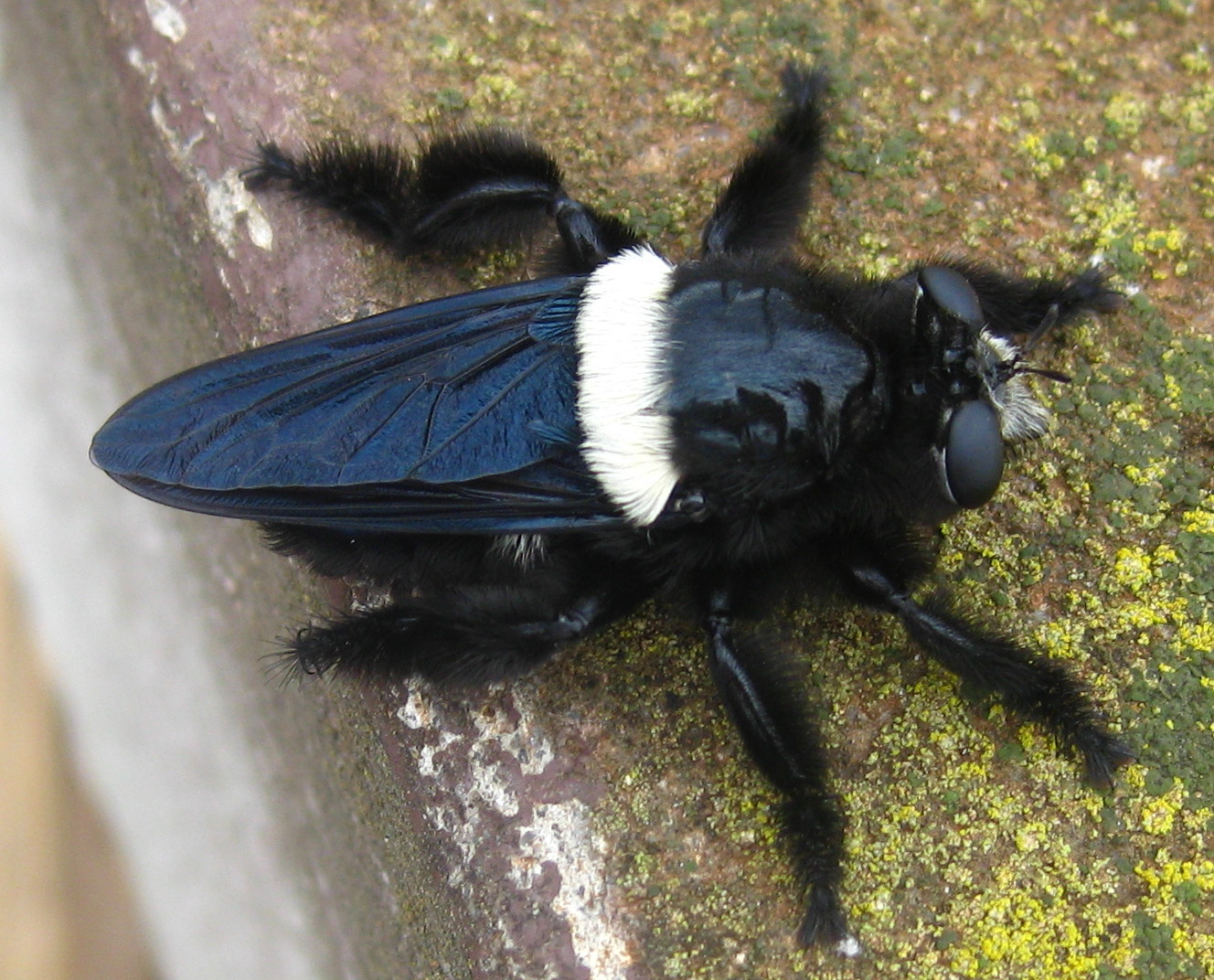